# Lars Malmkvist
Lars Ragnar Malmkvist (* 24. September 1955 in Lidköping) ist ein ehemaliger schwedischer Ringer. Er gewann bei den Weltmeisterschaften 1978 und 1979 jeweils eine Bronzemedaille im griechisch-römischen Stil im Federgewicht.

## Werdegang
Lars Malmkvist begann als Jugendlicher im Jahre 1967 mit dem Ringen. Er war damals Mitglied des Ringervereins Kulladals BK Malmö. Später wechselte der 1,62 m große Athlet zu Lidköpings AS und wurde dort von Börje Stath trainiert. Er konzentrierte sich dabei auf den griechisch-römischen Stil, bei dem Griffe nur von der Hüfte aufwärts erlaubt sind.
Lars Malmkvist war bereits im Juniorenalter sehr erfolgreich und gewann in dieser Altersgruppe 1974 und 1975 die schwedische Meisterschaft im Bantamgewicht. 1974 war er auch bei der Junioren-Europameisterschaft in Haparanda am Start und gewann dort im Bantamgewicht hinter dem sowjetischen Sportler Juri Kortschagin die Silbermedaille. Eine Medaille gewann er auch bei der Junioren-Weltmeisterschaft 1975 in Chaskowo. Dort belegte er im Bantamgewicht hinter Juri Kortschagin und dem Bulgaren Assen Milew, aber vor Josef Krysta aus der Tschechoslowakei und dem Italiener Panelli den 3. Platz.
Im Jahre 1975 startete er in Ludwigshafen am Rhein auch schon bei der Europameisterschaft der Senioren im Bantamgewicht. Nach drei Siegen unterlag er dort dem Jugoslawen Ivan Frgić und Bernd Drechsel aus der DDR und verpasste damit mit dem 4. Platz nur knapp eine Medaille.
In den folgenden Jahren vertrat Lars Malmkvist dann regelmäßig die schwedischen Farben bei den internationalen Meisterschaften. Nach einem 7. Platz bei der Europameisterschaft 1976 in Leningrad im Bantamgewicht, hier unterlag er u. a. dem deutschen Meister Hans-Jürgen Veil, startete er im gleichen Jahr auch bei den Olympischen Spielen in Montreal, wobei er hier schon in das Federgewicht aufgerückt war. In Montreal gewann er nur seinen Kampf gegen den Franzosen Lionel Lacaze und belegte nach Niederlagen gegen Stylianos Migiakis aus Griechenland und Ion Păun aus Rumänien den 11. Platz.
1977 erreichte er sowohl bei der Europameisterschaft in Bursa als auch bei der Weltmeisterschaft in Göteborg einen guten 5. Platz im Federgewicht. Ihm gelangen dabei u. a. Siege über Stylianos Migiakis und Ilpo Seppälä aus Finnland. Niederlagen musste er von Nelson Dawidjan aus der UdSSR, Ryszard Swierad aus Polen, László Réczi aus Ungarn und Ion Păun hinnehmen, die auch in den nächsten Jahren zu seinen härtesten Rivalen zählten.
Im Jahre 1978 gelang ihm bei der Weltmeisterschaft in Mexiko-Stadt im Federgewicht der erste Medaillengewinn. Mit drei Siegen erkämpfte er sich dort die Bronzemedaille. Stärker als er erwiesen sich dort nur Iwan Stajkow aus Bulgarien und Kazimierz Lipień aus Polen. Nach einem 5. Platz bei der Europameisterschaft 1979 in Bukarest, hier siegte er u. a. über den starken Bulgaren Panajot Kirow, gewann Lars Malmkvist bei der Weltmeisterschaft 1979 in San Diego im Federgewicht erneut eine Bronzemedaille.
Im Jahre 1980 war Lars Malmkvist nicht mehr ganz so erfolgreich. Er gewann bei der Europameisterschaft dieses Jahres in Prievidza nur gegen Jean-Pierre Mercader aus Frankreich und musste sich nach Niederlagen gegen Stylianos Migiakis und Ivan Frgić mit dem 8. Platz begnügen. Bei den Olympischen Spielen dieses Jahres in Moskau besiegte er zwar Ion Păun, gegen den er vorher bei internationalen Meisterschaften immer verloren hatte, unterlag aber dann in seinen beiden nächsten Kämpfen gegen Kazimierz Lipień und wiederum gegen Stylianos Migiakis und erreichte damit nur den 9. Platz.
Nach einem enttäuschenden 11. Platz bei der Europameisterschaft 1981 in Göteborg, hier verlor er seine beiden Kämpfe gegen István Tóth aus Ungarn und Ryszard Swierad, erreichte er im Jahre 1982 bei der Europameisterschaft in Warna und bei der Weltmeisterschaft in Kattowitz jeweils noch einen guten 6. Platz im Federgewicht.
1983 wurde er in Schweden von Kent-Olle Johansson abgelöst und kam bei keinen internationalen Meisterschaften mehr zum Einsatz. Er wurde zwischenzeitlich Geschäftsmann in der Sportartikelbranche.

## Internationale Erfolge
(OS = Olympische Spiele, WM = Weltmeisterschaft, EM = Europameisterschaft, GR = griechisch-römischer Stil, Ba = Bantamgewicht, Fe = Federgewicht, damals bis 57 kg bzw. 62 kg Körpergewicht)
- 1974, 2. Platz, Junioren-EM in Haparanda, GR, Ba, hinter Juri Kortschagin, UdSSR, vor Dimitar Penew, Bulgarien, Jean-Pierre Mercader, Frankreich u. Istvan Csillag, Ungarn;
- 1975, 2. Platz, Klippan-Turnier, GR, Ba, hinter Bechtmirzow, UdSSR u. vor Aslund, Schweden;
- 1975, 3. Platz, Junioren-WM in Chaskowo, GR, Ba, hinter Juri Kortschagin u. Assen Milew, Bulgarien, vor Josef Krysta, CSSR u. Panelli, Italien;
- 1975, 4. Platz, EM in Ludwigshafen am Rhein, GR, Ba, mit Siegen über Theodorus Lammers, Niederlande, Amado Sanchez, Spanien u. Josef Krysta u. Niederlagen gegen Ivan Frgić, Jugoslawien u. Bernd Drechsel, DDR;
- 1976, 3. Platz, Klippan-Turnier, GR, Fe, hinter Nelson Dawidjan, UdSSR u. Krassimir Stefanow, Bulgarien;
- 1976, 7. Platz, EM in Leningrad, GR, Fe, mit Siegen über Risto Björlin, Finnland u. József Doncsecz, Ungarn u. Niederlagen gegen Josef Krysta u. Hans-Jürgen Veil, BRD;
- 1976, 11. Platz, OS in Montreal, GR, Fe, mit einem Sieg über Lionel Lacaze, Frankreich u. Niederlagen gegen Stylianos Migiakis, Griechenland und Ion Păun, Rumänien;
- 1977, 3. Platz, Klippan-Turnier, GR, Fe, hinter Wladimir Podgudin, UdSSR u. Pertti Ukkola, Finnland;
- 1977, 5. Platz, EM in Bursa, GR, Fe, mit Siegen über Johnny Bjerke, Norwegen, Stylianos Migiakis u. Ilpo Seppälä, Finnland u. Niederlagen gegen Nelson Dawidjan u. Ryszard Swierad, Polen;
- 1977, 5. Platz, WM in Göteborg, GR, Fe, mit Siegen über Michio Nishiyiro, Japan, Leonid Putischin, Israel u. Ilpo Seppälä u. Niederlagen gegen László Réczi, Ungarn u. Ion Păun;
- 1978, 4. Platz, Klippan-Turnier, GR, Fe, hinter Boris Kramarenko, UdSSR, Ilpo Seppälä u. Per Lindholm, Schweden;
- 1978, 3. Platz, WM in Mexiko-Stadt, GR, Fe, mit Siegen über Carlos Martins, Brasilien, Hilario Escobar, Kuba u. Domenico Giuffrida, Italien u. Niederlagen gegen Iwan Stajkow, Bulgarien u. Kazimierz Lipień, Polen;
- 1979, 4. Platz, Klippan-Turnier, GR, Fe, hinter Boris Kramarenko, Ryszard Swierad u. Panajot Kirow, Bulgarien;
- 1979, 5. Platz, EM in Bukarest, GR, Fe, mit Siegen über Jouko Kuossari, Finnland u. Panajot Kirow u. Niederlagen gegen Kazimierz Lipień und István Tóth, Ungarn;
- 1979, 3. Platz, WM in San Diego, GR, Fe, mit Siegen über Said Sekerne, Marokko, Domenico Giuffrida u. Panajot Kirow u. Niederlagen gegen Abdurrahim Kuzu, USA, Stylianos Migiakis u. István Tóth;
- 1980, 1. Platz, Klippan-Turnier, GR, Fe;
- 1980, 8. Platz, EM in Prievidza, GR, Fe, mit einem Sieg über Jean-Pierre Mercader u. Niederlagen gegen Stylianos Migiakis u. Ivan Frgić;
- 1980, 9. Platz, OS in Moskau, GR, Fe, mit einem Sieg über Ion Păun u. Niederlagen gegen Kazimierz Lipień u. Stylianos Migiakis (beide disqualifiziert);
- 1981, 3. Platz, Klippan-Turnier, GR, Fe, hinter Tschernatschowski, UdSSR u. Panajot Kirow;
- 1981, 11. Platz, EM in Göteborg, GR, Fe, nach Niederlagen gegen István Tóth u. Ryszard Swierad;
- 1982, 6. Platz, EM in Warna, GR, Fe, hinter Rafail Nasibulow, UdSSR, Panajot Kirow, István Tóth, Gilles Jalabert, Frankreich u. Ryszard Swierad;
- 1982, 6. Platz, WM in Kattowitz, GR, Fe, hinter Ryszard Swierad, Rafail Nasibulow, Ranayot Kirow, Hannu Övermark, Finnland u. István Tóth